# 乙哌立松
乙哌立松（Eperisone，商品名妙纳（Myonal））是一种解痉药。该药以盐酸盐（盐酸乙哌立松）的形式应用于临床。
乙哌立松是一种中枢性骨骼肌松弛剂，通过松弛骨骼肌和血管平滑肌起作用，并表现出多种效果，例如减少肌强直、改善体循环和抑制疼痛反射。该药物通过减轻骨骼肌的疼痛、缺血和张力过高来抑制肌强直的恶性循环，从而减轻僵硬和痉挛，并促进肌肉运动，该药还可改善与脑血管疾病或颈椎病相关的头晕和耳鸣。与其他解痉药相比，乙哌立松中枢镇静作用较弱，同时还能促进上肢和下肢的随意运动，而不会降低肌肉力量。因此，该药常被用于康复的初始阶段，并在随后的理疗中作为辅助药物使用。

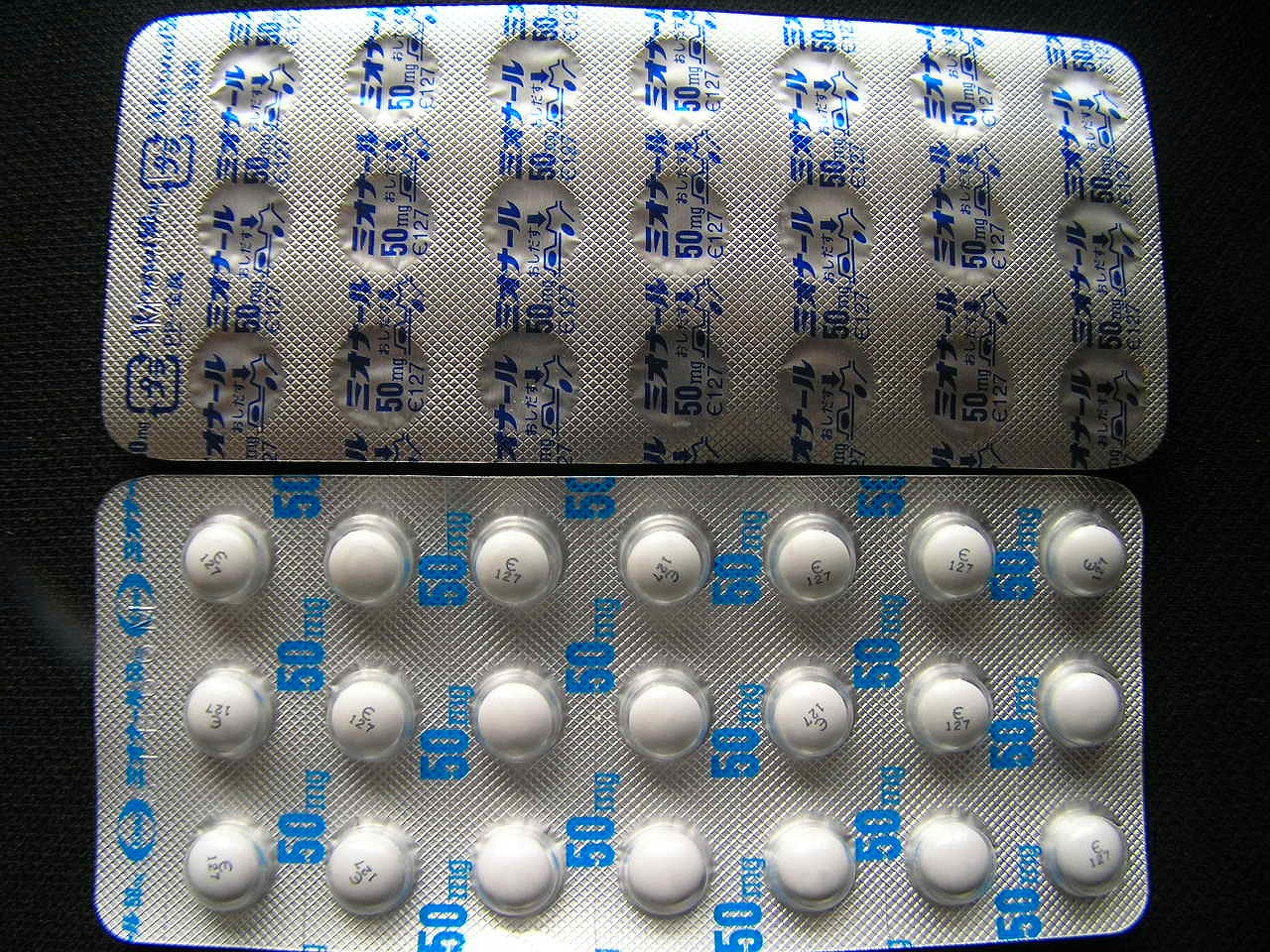
日本卫材制药生产的盐酸乙哌立松片

该药由日本卫材制药开发。

## 临床应用
该药一般用于：
- 脑血管疾病等疾病中的痉挛性瘫痪[2]
- 痉挛性脊髓麻痹
- 颈椎病[3]
- 术后后遗症（包括脑脊髓肿瘤） [4]
- 外伤后遗症（如脊柱外伤或头部外伤）
- 肌萎缩侧索硬化
- 脑瘫
- 脊髓小脑变性
- 脊髓血管疾病和其他脑脊髓病
- 肩周炎和腰痛症。[5]

## 药理学
- 松弛骨骼肌
- 高渗骨骼肌的放松
- 改善肌内血流量
- 抑制脊髓反射电位
- 通过抑制运动神经元降低肌梭敏感性
- 血管舒张和增加血流量
- 抑制脊髓中的疼痛反射

## 不良反应
该药不良反应包括贫血、皮疹、瘙痒、嗜睡、失眠、头痛、恶心、厌食、腹痛、腹泻、便秘、尿潴留、过敏性休克等

## 药物相互作用
有报道称乙哌立松与盐酸托哌酮和美索巴莫同时使用后会发生眼调节障碍。